# NGC 6436
NGC 6436 је спирална галаксија у сазвежђу Змај која се налази на NGC листи објеката дубоког неба.
Деклинација објекта је + 60° 26' 59" а ректасцензија 17h 41m 13,2s. Привидна величина (магнитуда) објекта NGC 6436 износи 14,0 а фотографска магнитуда 14,7. NGC 6436 је још познат и под ознакама UGC 10951, MCG 10-25-82, CGCG 300-60, PGC 60695.